# 馬洛里塔區
馬洛里塔區（羅馬化：Maloritskiy rayon）是白俄羅斯西南部布列斯特州的一個區，行政中心为馬洛里塔，面積1,373.63平方公里，2009年人口25,780，人口密度每平方公里18.77人。